# Fionn O'Shea
Fionn O'Shea (nacido el 2 de enero de 1997) es un actor irlandés. Protagonizó las películas Handsome Devil (2016) y Dating Amber (2020). En televisión, es conocido por sus papeles en la comedia de situación de Channel 4 Hang Ups (2018) y la miniserie Normal People (2020) de BBC Three & Hulu.

## Primeros años y educación
O'Shea asistió al Gonzaga College en Ranelagh, Dublín. Luego pasó a formarse en Visions Drama School.

## Carrera
En 2007, O'Shea hizo su debut cinematográfico en el cortometraje irlandés New Boy. Recibió una nominación al Premio Óscar al mejor cortometraje. En 2009, debutó en el cine, interpretando a un niño huérfano en A Shine of Rainbows. Entre 2009 y 2012 apareció en Roy, una serie de televisión infantil animada irlandesa-británica. En 2016, interpretó a Ned Roche en la película de comedia dramática irlandesa Handsome Devil. En la 15.ª edición de los Premios de Cine y Televisión de Irlanda de 2018, fue nominado al premio en la categoría de «Actor en un papel principal» y al premio Rising Star. En 2018 apareció en Hang Ups, una comedia de situación británica. En 2018 también apareció en Innocent, una miniserie británica. En 2019, interpretó un papel secundario en la película de drama The Aftermath . En 2020 interpretó a Eddie en Dating Amber y a Jamie en Normal People.

## Filmografía

### Películas
| Año  | Título                  | Papel            | Notas                           |
| ---- | ----------------------- | ---------------- | ------------------------------- |
| 2007 | New Boy                 | Seth Quinn       | Cortometraje                    |
| 2008 | Hoor                    |                  | Cortometraje                    |
| 2009 | The Mill                | Conor            | Cortometraje                    |
| 2009 | A Shine of Rainbows     | Niño huérfano #1 |                                 |
| 2009 | Free Chips Forever!     | Tom              | Cortometraje                    |
| 2016 | The Siege of Jadotville | William Reidy    |                                 |
| 2016 | Handsome Devil          | Ned Roche        |                                 |
| 2018 | Earthy Encounters       | Kyle             | Cortometraje                    |
| 2019 | The Aftermath           | Barker           |                                 |
| 2020 | Dating Amber            | Eddie            |                                 |
| 2021 | Cherry                  | Arnold           |                                 |
| 2021 | Wolf                    | Rufus            |                                 |
| 2023 | Dance First             | Samuel Beckett   | Película biográfica dramatizada |
| TBA  | Four Letters of Love    |                  |                                 |

### Televisión
| Año       | Título              | Papel                 | Notas                           |
| --------- | ------------------- | --------------------- | ------------------------------- |
| 2009–2012 | Roy                 | Jack                  | 24 episodios                    |
| 2010      | The Santa Incident  | Hamley                | Telefilme                       |
| 2010      | Jack Taylor         | Peter Gannon          | Episodio: The Priest            |
| 2013      | Jack Taylor: Priest | Peter Gannon          | Telefilme                       |
| 2014      | The Centre          | Corky Kavanagh        | 1 episodio                      |
| 2018      | Innocent            | Jack                  | 4 episodios                     |
| 2018      | Hang Ups            | Ricky Pitt            | 6 episodios                     |
| 2020      | Carta al rey        | Tristan               | Episodio: "Storm Clouds Gather" |
| 2020      | Normal People       | Jamie                 | Recurrente; 5 episodios         |
| 2024      | Masters of the Air  | Sargento Steve Bosser | Miniserie de Apple TV+          |